# 巴祖瓦地区唐奈
巴祖瓦地区唐奈（法語：Tamnay-en-Bazois）是法国涅夫勒省的一个市镇，位于该省东部，属于希农堡城区。该市镇总面积10.53平方公里，2009年时的人口为184人。

## 人口
巴祖瓦地区唐奈人口变化图示